# Heikki A. Alikoski
Heikki A. Alikoski (* 1912 in Oulu; † 28. Dezember 1997 in Turku) war ein finnischer Astronom.
Alikoski war ein Schüler des finnischen Astronomen Yrjö Väisälä. Er arbeitete in den Jahren 1937 bis 1956 als dessen Assistent an der Sternwarte in Turku. In dieser Zeit entdeckte er 13 Asteroiden. Nach ihm selbst ist der Asteroid (1567) Alikoski benannt, den Väisälä 1941 entdeckt hatte.
Heikki Alikoski half Väisälä später auch bei der Gründung und Etablierung des „Turku Astronomisch-Optischen Institutes“.
| Personendaten    | Personendaten       |
| ---------------- | ------------------- |
| NAME             | Alikoski, Heikki A. |
| KURZBESCHREIBUNG | finnischer Astronom |
| GEBURTSDATUM     | 1912                |
| GEBURTSORT       | Oulu, Finnland      |
| STERBEDATUM      | 28. Dezember 1997   |
| STERBEORT        | Turku               |